# Iris (banda de Portugal)

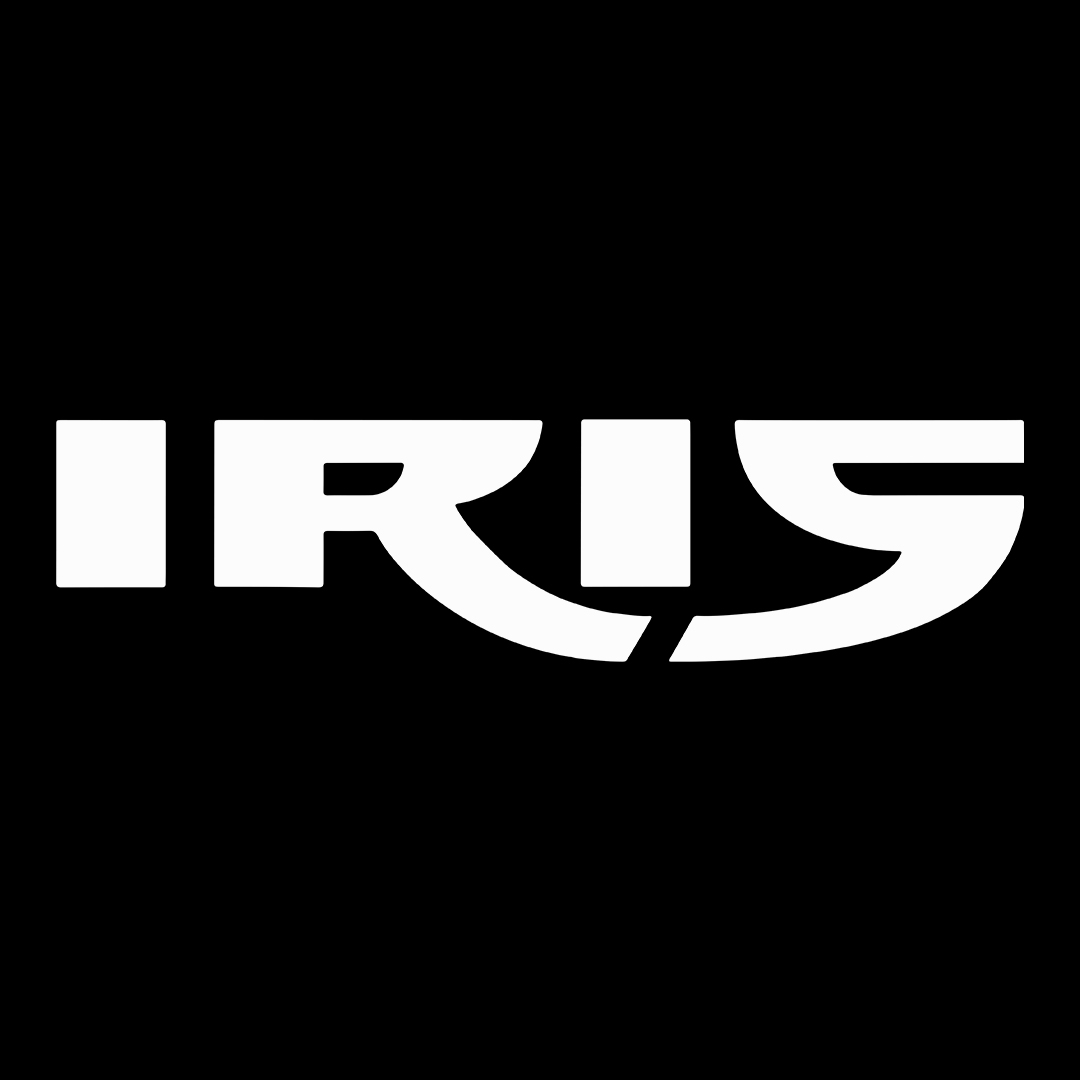
IRIS

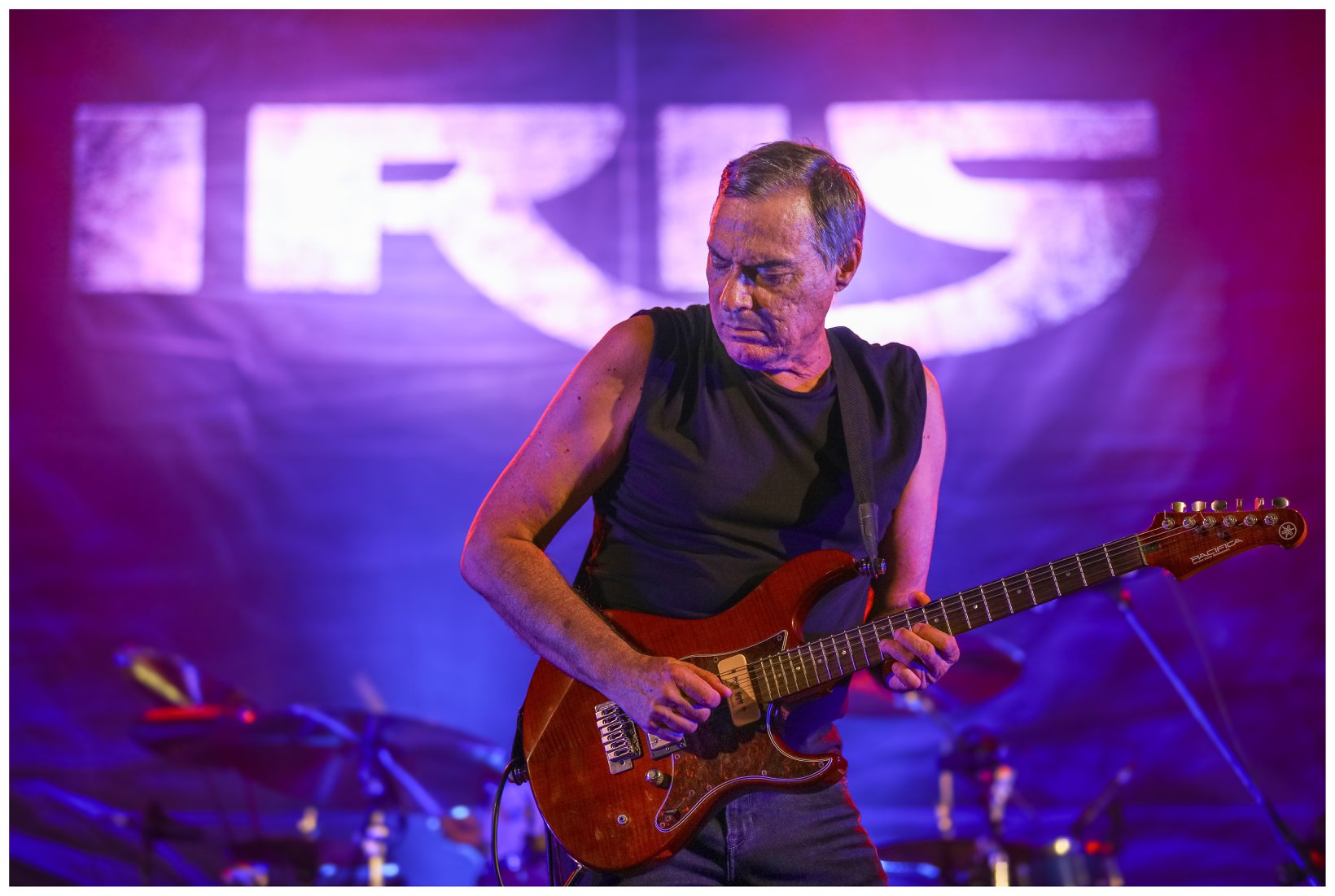
Domingos Caetano

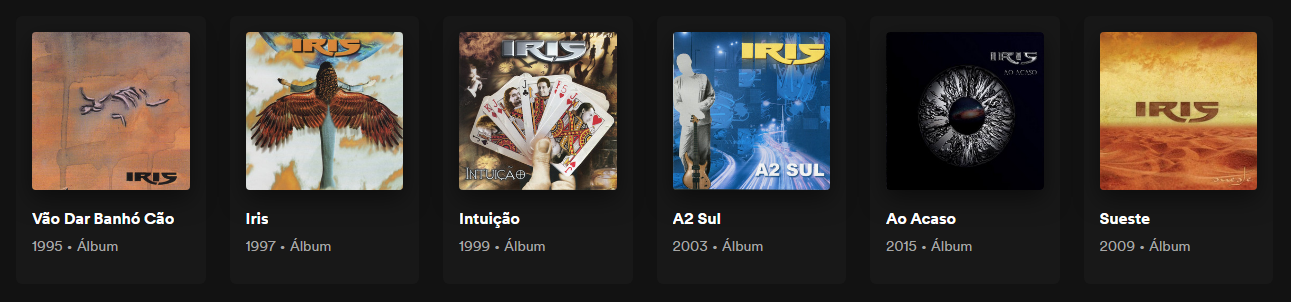
álbuns

IRIS (pronúnciaː "íris") é uma banda rock portuguesa, de origem algarvia, criada em 1979.
É uma das mais antigas de Portugal, fazendo parte da história do Movimento Pop Rock em Portugal.

## Biografia
A banda IRIS foi criada em 1979, por quatro amigos que começaram a tocar em bailes na vila da Fuzeta. Aos poucos, foram ganhando dinheiro para comprar equipamento o que lhes permitiu desenvolver o seu estilo único. Ao longo dos anos, fizeram o circuito dos bailes, dos bares e uma serie de concertos um pouco por todo o Algarve e fora dele também, entretanto foram criando temas próprios, ganhando um público fiel, sendo atualmente difícil encontrar alguém no Algarve que não tenha ouvido falar deles.
Depois de várias modificações na estrutura da banda, apenas em 1994 surge aquela que seria a sua principal formação original , constituída por: Domingos Caetano nas guitarras e na voz principal, Chico Mesquita nas vozes e no baixo, Thierry Guerreiro na bateria e Ray Van Duyvenbode na guitarra acústica e nas vozes. É com esta formação que em 1995, após 16 anos de existência, surge a hipótese de gravar o primeiro disco de originais.
Assinam, em Abril de 1995 com a Vidisco, um contrato discográfico para fazerem 3 CD’s  tendo o primeiro saído em Setembro desse ano e produzido pelo inglês Neal Kay, tendo sido gravado nos estúdios JPN em Faro seria o inicio de uma longa carreira discográfica.
O sucesso deste trabalho surpreende toda a gente e ainda mais os membros da banda, que de um dia para o outro se veem confrontados com muitas solicitações, quer para a sua participação em programas de rádio, de televisão, entrevistas, quer para espetáculos um pouco por todo o país, quando até ai, tocar era também e quase sempre sinónimo de se ir dormir em casa. Passado algum tempo o CD atinge mais de 20.000 cópias vendidas, tendo a banda sido galardoada com um Disco de Ouro.
É no entanto no ano seguinte em 1996, que este trabalho e o fenómeno IRIS atingem o seu maior impacto. "Oh Mãe, Aquêle Moçe Batê-me", versão da música "The House Of The Rising Sun" imortalizada pelos Animals, foi sem dúvida o tema que fez a diferença, trazendo como maior inovação, as músicas rock cantadas com pronúncia algarvia, levando os "moços marfados" a efetuar mais de 60 espetáculos por todo o pais. É nesta altura que a banda contrata o guitarrista Rui Machado "Max" reforço este, que permite ao Domingos movimentar-se ainda com maior dinâmica e energia em palco.
Dois anos mais tarde em Março de 1997, a banda lança o seu 2º CD intitulado "IRIS". Trabalho produzido pela própria banda, que novamente apostaram em "casa" para gravar, uma vez mais utilizando os estúdios JPN em Faro, onde incluem desta vez para além dos já habituais elementos, a participação do teclista João Ruano, do acordeonista Cláudio, da voz da Nita, que tal como o Max na guitarra elétrica, passam a integrar os espetáculos ao vivo da banda. O single "Atira Tó’Mar", versão da música original de Bob Dylan, "Knocking On Heaven’s Door", foi dos temas mais tocadas entre as rádios nesse ano. Uma vez mais é Disco de Prata, com mais de 17.000 cópias vendidas.
Considerada por todos com uma das melhores e mais energéticas bandas em palco, os IRIS percorrem todo o país, deixando um rasto de boa disposição entre todos aqueles que assistiam aos seus espetáculos.
Ao mesmo tempo em Novembro de 1997, a banda IRIS envolve-se em conjunto com outras bandas da sua editora, no projeto "Heróis do Rock" onde a música "Ser Jovem Sem Droga" dá o mote. Com uma intervenção social muito forte, este projeto chama a atenção sobre problemas da Sida e da droga, revertendo uma grande parte das suas vendas, em favor da Liga Portuguesa Contra a Sida.
É então montado um espetáculo, em que o IRIS e todos os participantes do projeto promovem os ideais de uma juventude saudável e sem droga, chamando a atenção dos média e do público em geral, através de eventos realizados de norte a sul do país, sobre o chamado "maior flagelo dos tempos modernos". É nesta altura que efetuam 2 grandiosos espetáculos, que serão só por si, o ponto mais alto das suas carreiras, o Coliseu do Porto e o Coliseu de Lisboa. O CD atinge vendas deslumbrantes e é atribuído aos participantes um Disco de Ouro, numa cerimonia efetuada no Coliseu de Lisboa.
Em Novembro de 1998 o projeto "Heróis do Rock" volta a repetir-se tendo como música de lançamento o tema "Sou Metade Sem Ti". Uma vez mais oferecem parte das receitas à Liga Portuguesa Contra a Sida e uma vez mais o sucesso do projeto é enorme, vendas superiores a 20.000 cópias e um novo Disco de Ouro a ser atribuído aos elementos participantes.
Em Maio de 1999 a banda lança o seu 3º CD intitulado "Intuição". Desta vez foram buscar o produtor Rodrigo Leal, que por esta altura estava nos E.U.A. a produzir o seu álbum, encontrando-se a trabalhar no estúdio do conhecido Nuno Bettencourt. Foi então utilizado o estúdio de gravação Noites Longas no Seixal.
Deste CD foi extraído o primeiro single "Por Ti, Já Não Sei" letra de Salsicha e música de Domingos Caetano, que rapidamente chega aos tops nacionais.
É nesta altura que a banda atinge a sua maioridade. As versões elétricas de temas da música tradicional portuguesa e os temas originais, todos eles cheios de muita garra e da habitual ironia, o que de resto se tornou numa imagem de marca da banda, levam a que tenham as melhores críticas por parte do público. Os seus espetáculos ao vivo são um misto de emoção, vivacidade e energia, Domingos Caetano prova ser um "front-men" por excelência e a banda ao dar sempre "o tudo por tudo", é convidada a atuar em cada vez mais locais, muitos deles por onde já haviam passado antes.
Em meados de Setembro desse ano saem da banda o Ray e o João Ruano, sendo o primeiro substituído pelo Cláudio na guitarra acústica e o segundo pelo jovem David nas teclas mantendo-se o Max encarregue da guitarra eléctrica, dando assim continuidade à sua presença no grupo.
Em Março de 2001, o IRIS trouxe o seu 4º CD, produzido pelo João Paulo Nunes e pelo Domingos Caetano, foi escolhido novamente o Algarve para efetuar a sua gravação, desta vez nos estúdios da Sueste Records na Fuzeta.
Este novo CD intitulado "Tá o Mar Fête Num Cão", foi criado como sendo um trabalho de retrospectiva carreira discográfica da banda algarvia, sendo apresentado em forma de CD Duplo e que teve como 1º Single e música de lançamento, o tema "Estou Além" versão livre com arranjos de Domingos Caetano, da música original do mito da música Pop Portuguesa, António Variações.
No CD n.1 deste trabalho encontra-se uma seleção dos melhores temas anteriormente editados pela banda, desta vez com novas misturas e masterizações, junto com 2 temas inéditos "Logo à Tarde", letra de Diogo Noronha e música de Domingos Caetano e um 2º inédito, "Alma Gémea", com letra de Pedro Freitas Branco e música de Domingos Caetano.
O CD n.2 tem um conjunto de 8 músicas ao vivo, cujas gravações foram efetuadas pela banda ao longo dos anos as quais foram recuperadas, misturadas e masterizadas para esta edição.
Para além das faixas áudio, o CD n.2 também inclui uma faixa em CD-ROM, produzida pela Vertente Produções em Faro, onde se podem visionar todos os vídeo-clips da banda, alguns dos quais que nunca tinham sido vistos pelo grande público, isto para além de muitas surpresas e da muito boa disposição com que a banda já tanto acostumou o seu público.
Neste CD-ROM ainda se podem encontrar duas músicas extra, "O Dom Da Vida" letra de Sal Bonner e música de Domingos Caetano, incluído na coletânea "Outros Destinos" editada pela "Direção Regional do Algarve – SPTT" e o "Comissionado para a Droga de Junta de Andaluzia", patrocinado pelo projeto INTERREG 2; e ainda "As Loucuras Da Deputada" instrumental de Domingos Caetano, esta última gravada especialmente para a coletânea "Guitarristas", que em 1998 foi editada pela Música Alternativa e que todas elas, só poderão ser ouvidas por quem corra o CD no computador.
É nesta altura (2001/2002) que o IRIS promove a grande renovação no seu elenco. Assim, para além dos já conhecidos David Fernandes nas teclas e Cláudio Martins na viola acústica e no acordeom, há na banda um novo grupo de músicos que substituem o Thierry, o Chico e o Max. Eles são Chico Cardoso na bateria, Cláudio Barras no baixo e Sílvio na guitarra elétrica. É com estes músicos que a banda inicia mais uma tournée nacional que os leva a muitas localidades do país. 
No final de 2001 sai Sílvio e entra Virgílio Silva na guitarra que permanece até 2003.
Em finais de Junho de 2003, o jovem Bruno Gonçalves passa a fazer parte da banda, substituindo nos teclados o David Fernandes que entretanto tinha saído.
O 5º trabalho discográfico da banda IRIS saiu para as bancas a 14 de Novembro. Uma vez mais este novo CD trará as melodias Rock, as músicas originais e acima de tudo a qualidade e a boa disposição que tem caracterizado os trabalhos do IRIS.
Em 2004 a banda faz muitos espetáculos no continente e ilhas, tendo o guitarrista Sílvio voltado a fazer parte da equipa. A bateria também foi nesta altura entregue ao jovem Hugo.
Em Setembro, foi feita a entrega da Medalha de Mérito Turístico Grau Prata ao Domingos Caetano, numa cerimónia presidida pelo Sr. Secretário de Estado do Turismo, Dr. Carlos Martins, por ocasião das comemorações oficiais do “Dia Mundial do Turismo 2004”, que decorreu no Auditório da Delegação de Faro do Instituto Português da Juventude. A Região de Turismo do Algarve instituiu a atribuição das “Medalhas do Turismo” destinadas a dar público apreço às entidades singulares ou coletivas, públicas ou privadas, nacionais ou estrangeiras, cuja atividade se tenha evidenciado na valorização, dinamização e divulgação do turismo, com manifesto interesse para a Região do Algarve.
Já no final de 2004 o IRIS começa uma nova fase da sua vida, remodelando toda a equipa de músicos. Assim, no baixo ficou o Márinho (músico dos primórdios da banda em 1988), na bateria o Paulo Cardoso, nas teclas o Carlinhos, mantendo-se o Sílvio nas guitarras. Diz quem os ouviu, que a força e a energia doutros tempos, foi recuperada e melhorada.
2005 trouxe outro elemento ao grupo de trabalho. O Thierry voltou à bateria e a sonoridade de outros tempos voltou a fazer-se ouvir.
Foi com ele na bateria que a banda celebrou os 10 anos de cd’s, num espetáculo realizado em Faro, mesma localidade onde tinha sido apresentado o 1º cd “Vão dar banhó cão” em 1995. Assim, no dia 7 de Setembro, exatamente 10 anos depois, a banda realiza um grandioso espetáculo com a participação da Orquestra de Câmara “Ensemble Petrov”, composta por violinos, violas e violoncelos, num total de 10 músicos de formação clássica, assim como da participação do Grupo Coral do Algarve, dirigido pela Drª. Evelina Assenova Kavrakova.
Após um ano intenso de muitos espetáculos, o final da época trouxe todos os músicos ao estúdio para iniciarem a pré-produção, daquele que será o próximo trabalho discográfico.
O ano de  2006 traz a reentrada do João Ruano “João de Lagos” para complementar as teclas.
Em Julho a banda dá um dos muitos espetáculos em que participa a Orquestra de Câmara “Ensemble Petrov”, desta vez para 50.000 pessoas na Concentração Motard do Moto Clube de Faro. Aproveitando o ambiente e as condições técnicas, decidem gravar num só “take”, todo o espetáculo para a possível edição de um CD ao-vivo.
Após vários sucessos ao longo dos anos, em 2007, tornam-se na primeira banda de rock portuguesa a montar um espetáculo com uma orquestra e a gravar um CD e DVD durante esses espetáculo, com a ajuda do violinista búlgaro Emiliano Petrov, professor no Conservatório de Vila Real de Santo António, que reuniu o Essemble Petrov com músicos da Orquestra do Algarve, para esse efeito, chegando a atuar para 50.000 pessoas que foi um dos melhores momentos da carreira atual dos IRIS.
No ano de 2007 depois do lançamento oficial do CD/DVD com orquestra, o guitarrista Sílvio que participou no mesmo e também colaborou na composição de alguns temas do álbum Sueste lançado em 2009 decide sair  da banda e entra para o seu lugar Rui Machado (Max) que anteriormente já tinha sido guitarrista de 1996 a 2001.
Após mais um período de muitos espetáculos e com a pré-produção do novo trabalho concluída, a banda finalmente inicia as gravações em Novembro de 2008 nos estúdios da Rockestra – Associação Juvenil em Moncarapacho.
Foram longas horas passadas em estúdio, tendo o trabalho final sido o resultado de um vasto período de maturação (leia-se, dedicação, carinho e trabalho árduo), mas que resulta em mais um marco na história da banda. Domingos continua a ser o motor criativo do projeto, assinando igualmente muitos dos 12 temas que compõem o CD. A seu lado continuam Thierry (bateria e percussão), Márinho Pires (baixo e vozes), Rui Machado (guitarras) Carlos Guerreiro (teclas e vozes) e João Ruano (teclas), contando em alguns dos temas, com a presença de convidados como Sara Gonçalves, Inês Graça e João Ramos (coros), Nuno Ferreira e Bruno Romeira (guitarras) e Beto Kalulu (percussão).
Com as gravações dos 12 temas terminadas em Janeiro, o trabalho ficou definitivamente pronto em Maio de 2009.
Estando o contrato discográfico com a editora de sempre concluído, foi altura da banda iniciar um novo período da sua vida: a busca de um novo parceiro para colocar no mercado o novo cd. Após as várias alternativas encontradas, a banda cedeu os direitos fonográficos do trabalho à editora Espacial, com quem fica ligada durante um ano.
Em resultado de uma proposta apresentada por uma fã da banda, a jovem Raquel Luís, iniciou-se a elaboração da capa/livreto, tendo todo o trabalho sido concluído pela própria, no início de Outubro.
Com a colocação à venda em inícios de Novembro a banda prepara um espetáculo de lançamento deste novo CD intitulado “Sueste”. Tal como referido nos agradecimentos do cd, “a todos os fãs que nos têm apoiado ao longo destes anos - é para vocês este trabalho”.
Derivado a outros projetos e trabalhos dos próprios membros desde 1995 até à atualidade, os IRIS têm lançado uma média um álbum a cada dois a três anos, sendo o mais recente,  "Ao Acaso" gravado e concluído em 2015.
No final de 2016 a banda gravou um DVD ao vivo no auditório municipal de Olhão intitulado "Baladas".
Em 2019 receberam uma estrela no Muro da Fama - Nirvana Studios. 
Em 2020 devido à pandemia os espetáculos foram interrompidos e durante a quarentena a banda gravou um vídeo do tema "Há sempre um amanhã" com a participação do espanhol Joaquim Cortes e o guitarrista Nuno Ferreira como um tema de esperança. 
Alguns meses mais tarde a banda reedita o álbum vão dar banh'ó cão com uma nova mixagem na comemoração dos 25 anos, em paralelo com um espetáculo realizado no final do festival F para o dia da cidade de Faro 
Em 2021 fazem um videoclipe gravado em 2020 em memória do baixista Marinho Pires, tema "Dava tudo" Adelaide Ferreira e Luís Fernando. nesse mesmo ano lançam mais um single VIDA.  
Em 2022  após pandemia a banda volta a fazer vários espetáculos por todo o pais fazendo parte da 40ª Concentração motard de Faro, banda que já é pioneira  por mais de 10 vezes fazendo parte da família do Moto clube de Faro a banda convida também GNTK para fazem parte de alguns do espetáculos entre eles na concentração meses antes tinham gravado um tema em conjunto " Voltas à cabeça"   
No Final de 2023 banda lança um Single NAT DÊXES IR ABAXE O tema Nat Dêxes ir Abaixe nasceu em homenagem à Associação Prometo Viver, que é muito mais do que uma associação. É uma filosofia de vida. "https://www.youtube.com/watch?v=u0vZFvbFi1k"   

Outros extras
- Domingos Caetano sem Filtros https://www.youtube.com/watch?v=U_emSpCgGpQ
- Concerto ao VIVO - Dia da Cidade Faro 2020 https://www.youtube.com/watch?v=BTh3WqEreEo
- Atira-to mar com Orquestra e Rockestra https://www.facebook.com/irisrockofficial/videos/616844665575578
- Histórias da banda https://www.facebook.com/irisrockofficial/videos/570154166947977
- Documentário https://www.facebook.com/irisrockofficial/videos/594319461071604
- IRIS Baladas https://www.facebook.com/irisrockofficial/videos/2271469379778559/
- Outras Histórias https://www.facebook.com/profile.php?id=100050448797759&sk=videos
- Domingos Caetano
- yamaha; Domingos Caetano o maior do rock português https://pt.yamaha.com/pt/artists/c/domingos_caetano.html
- A banda conta com uma palmarés de 78 músicas, na maioria temas originais da mesma, conta  também alguns temas cantados em Inglês
  - Músicas "versões"
- José Afonso
- Amália Rodrigues
- António Variações
- Carlos Paião
- Adelaide Ferreira
- Luís Fernando
- Bob Dylan
- Tomaso Albinono
- Shakira
- Kiss
- The Animals
- Músicas popular Portuguesas

## Histórico de membros
| Banda Atual | Nome               | Alcunha       | Voz   | Instrumento                  | Entrada | Saída     | Regresso  | Presentemente                                    | Óbito |
| ----------- | ------------------ | ------------- | ----- | ---------------------------- | ------- | --------- | --------- | ------------------------------------------------ | ----- |
| SIM         | Domingos Caetano   | Dimanches     | Sim   | Guitarra Elet e Acústica     | 1979    |           |           | Domingos Caetano canta Zeca Afonso               |       |
| SIM         | Carlos Guerreiro   |               | Sim   | Teclas                       | 2004    |           |           | Domingos Caetano canta Zeca Afonso               |       |
| SIM         | Thierry Guerreiro  |               |       | Bateria                      | 1994    | 2002 2011 | 2005 2020 | Domingos Caetano canta Zeca Afonso               |       |
| SIM         | Francisco Mesquita | Xico          | Sim   | Baixo                        | 1994    | 2002      | 2020      | Domingos Caetano canta Zeca Afonso               |       |
| SIM         | Rodrigo Barreto    |               |       | Guitarra Eletrica            | 2022    |           |           |                                                  |       |
| SIM         | Flávio Henriques   |               |       | Guitarra Elet e Acústica     | 2018    |           |           | Domingos Caetano canta Zeca Afonso               |       |
| SIM         | Inês Cruz          |               | Coros |                              | 2017    |           |           |                                                  |       |
| SIM         | Cláudia Cabrita    |               | Coros |                              | 2017    |           |           |                                                  |       |
| SIM         | Daniela Narra      |               | Coros |                              | 2013    |           |           |                                                  |       |
| SIM         | David Fernandes    |               |       | Teclas Técnico Som           | 1999    | 2003      | 2012      | RISE Produção Criativa Técnico FOH na banda IRIS |       |
|             | Mario Pires        | Marinho       | Sim   | Baixo                        | 1988    | 1994      | 2004      |                                                  | 2020  |
|             | Emilian Petrov     |               |       | Violino ENSEMBLE PETROV      | 2005    | 2010      |           | Orquestra Clássica do Algarve                    |       |
|             | Ray Van Duyvenbode |               | Sim   | Guitarra Acústica            | 1994    | 1999      |           | Bloody Sam                                       |       |
|             | Alexandre Ponte    |               |       | Guitarra Elet e Acústica     | 2010    | 2018      |           | Compositor de Bandas Sonoras                     |       |
|             | Rui Machado        | Max           |       | Guitarra Eletrica            | 1996    | 2001 2010 | 2007      |                                                  |       |
|             | Silvio             |               |       | Guitarra Eletrica            | 2001    | 2002 2007 | 2003      | Mad Hatter                                       |       |
|             | Luís Santos        |               |       | Guitarra Eletrica            | 2018    | 2020      |           |                                                  |       |
|             | Cláudio Martins    |               |       | Acordeão / Guitarra Acústica | 1997    |           |           |                                                  |       |
|             | João Ruano         | João de Lagos |       | Teclas                       | 1997    | 1999 2010 | 2006      |                                                  |       |
|             | Bruno Gonçalves    |               |       | Teclas                       | 2003    |           |           |                                                  |       |
|             | Nita               |               | Sim   |                              | 1997    |           |           | Fadista                                          |       |
|             | Sara Gonçalves     |               | Coro  |                              | 2005    | 2012      |           | Fadista                                          |       |
|             | Inês Graça         |               | Coros |                              | 2005    | 2019      |           | Fadista                                          |       |
|             | Cláudio Barras     |               |       | Baixo                        | 2002    |           |           |                                                  |       |
|             | Virgílio Silva     |               |       | Guitarra Eletrica            | 2002    |           |           |                                                  |       |
|             | Francisco Cardoso  |               |       | Bateria                      | 2002    |           |           |                                                  |       |
|             | Hugo               |               |       | Bateria                      | 2004    |           |           |                                                  |       |
|             | Paulo Cardoso      |               |       | Bateria                      | 2004    |           |           |                                                  |       |
|             | Gustavo Gonçalves  | Gugu          |       | Bateria                      | 2011    | 2020      |           | César Matoso                                     |       |

## Discografia
| Ano  | Album                                        | Suporte  | Produtor                | Estudio                                                  | Editora             |
| ---- | -------------------------------------------- | -------- | ----------------------- | -------------------------------------------------------- | ------------------- |
| 1995 | Vão Dar Banh ó Cão                           | CD       | Neal Kay                | JPN                                                      | Vidisco             |
| 1997 | IRIS                                         | CD       | IRIS                    | JPN                                                      | Vidisco             |
| 1999 | Intuição                                     | CD       | Rodrigo Leal            | Noites Longas Seixal                                     | Road Records        |
| 2001 | Tá O Mar Fêto Num Cão                        | 2-CD     | João Paulo Nunes        | Sueste Records, Palcos Ao vivo Coliseu de Lisboa e Porto | Road Records        |
| 2003 | A2 Sul                                       | CD       | IRIS                    | Estúdios ACF, IRIS                                       | Road Records        |
| 2007 | IRIS Ao Vivo com a Orquestra ENSEMBLE PETROV | CD + DVD | IRIS                    | Palco 25ª concentração Motard de Faro                    | Vidisco             |
| 2009 | Sueste                                       | CD       | IRIS e Domingos Caetano | Rockestra – Associação Juvenil em Moncarapacho           | Espacial            |
| 2015 | Ao Acaso                                     | CD       | Neal Kay                | Estúdios ACF IRIS, Rockalhadas                           | DistriRecords       |
| 2017 | IRIS Baladas Ao Vivo                         | CD+ DVD  | IRIS                    | Palco Auditório Municipal de Olhão                       | IRIS Rock           |
| 2020 | 25ª Aniverário Vão dar Banhó cão             | CD       | Neal Kay                | JPN                                                      | World Music Records |
| 2020 | Dava Tudo                                    | Digital  | IRIS                    | Estúdios ACF. IRIS                                       | IRIS Rock           |
| 2021 | Vida                                         | Digital  | IRIS                    | Estúdios ACF, IRIS                                       | World Music Records |
| 2023 | Nat Dêxe Ir Abaixe                           | Digital  | Domingos Caetano IRIS   | Estúdios ACF. IRIS                                       | IRIS Rock           |